# ایزابل دل پورتو
ایزابل دل پورتو (به انگلیسی: Isabel del Puerto) (متولد: ۷ اوت ۱۹۲۱ وین، اتریش - در گذشت: ۱۳ مارس ۲۰۱۴ سن آنتونیو، تگزاس) یک مدل، بازیگر، رقصنده، نویسنده، عکاس روزنامه‌نگار و کارآفرین مکزیکی-آمریکایی بود.
وی بیشتر بخاطر بازی در فیلم‌های کاپیتان اسکارلت (۱۹۵۳)، شیطان یک زن است (۱۹۵۰) و ماریاچی (۱۹۵۰) شناخته شده‌است.

## فیلم‌شناسی
- Captain Scarlett
- The Devil Is a Woman
- Mariachis
- Rosauro Castro
- Juego diabólico
- El gendarme de la esquina
- Entre abogados te veas
- Matrimonio y mortaja
- Ventarrón
- Confidencias de un ruletero
- Hay lugar para... dos
- Midnight
- Una familia de tantas